# Chłopiec, który wołał o pomoc

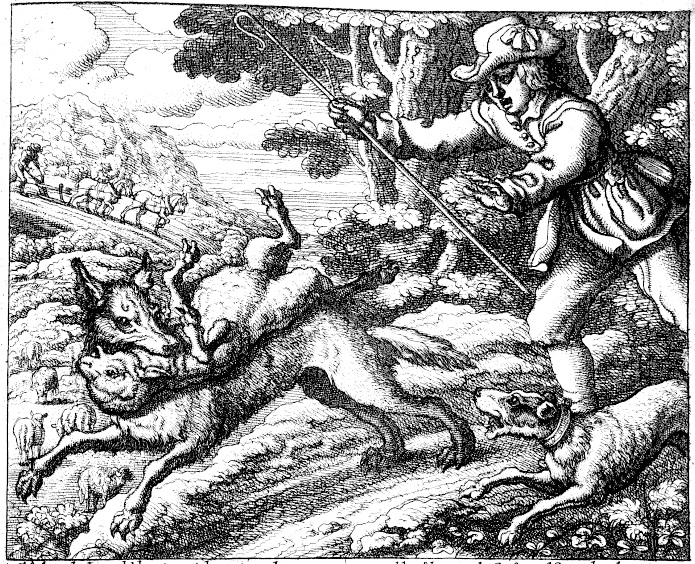
Ilustracja do bajki autorstwa Francisa Barlowa, 1687

Chłopiec, który wołał o pomoc – jedna z bajek Ezopa. Wywodzi się z niej angielski idiom „to cry wolf”, oznaczający „ciągle prosić o pomoc, kiedy się jej nie potrzebuje, w wyniku czego ludzie myślą, że nie potrzebuje się pomocy, kiedy naprawdę jest potrzebna”.

## Treść
Bajka opowiada o pasterzu, który wielokrotnie wzywa bez powodu pomocy wieśniaków, udając, że wilk atakuje jego stado owiec. Kiedy pojawia się prawdziwy wilk i chłopiec wzywa pomocy, wieśniacy uważają to za kolejny fałszywy alarm, a owce zostają zjedzone przez wilka. W późniejszych, anglojęzycznych wersjach bajki wilk zjada również chłopca. Dzieje się tak w Fables for Five Years Old Johna Hookhama Frere'a (1830), Aesop & Hyssop Williama Ellery'ego Leonarda (1912) oraz w wierszu Louisa Untermeyera z 1965 roku.
Morał podany na końcu greckiej wersji bajki brzmi: „to pokazuje, jak nagradzani są kłamcy: nawet jeśli mówią prawdę, nikt im nie wierzy”. Przypomina to stwierdzenie przypisywane Arystotelesowi przez Diogenesa Laertiosa w jego dziele Żywoty i poglądy słynnych filozofów, w którym zapytano mędrca, co zyskują na tym ci, którzy kłamią, a on odpowiedział, że „kiedy mówią prawdę, nikt nie daje im wiary”. William Caxton w podobny sposób kończy swoją wersję bajki uwagą, że „ludzie nie wierzą komuś, kto jest uważany za kłamcę”.

## Historia
Bajka pochodzi z czasów starożytnych, ale ponieważ została zapisana tylko w języku greckim i przetłumaczono ją na łacinę dopiero w XV wieku, zaczęła zyskiwać na popularności dopiero po pojawieniu się w zbiorze baśni Heinricha Steinhöwela, a następnie rozprzestrzeniła się w pozostałej części Europy. Z tego powodu nie uzgodniono jednego tytułu dla tej historii. Caxton zatytułował ją O chłopcu, który pasł owce (Of the child whiche kepte the sheep, 1484), Hieronymus Osius Chłopiec, który kłamał (De mendace puero, 1574), Francis Barlow O pasterzu i rolnikach (De pastoris puero et agricolis, 1687), Roger L'Estrange Chłopiec i fałszywe alarmy (A boy and false alarms, 1692), a George Fyler Townsend Pasterz i wilk (The shepherd boy and the wolf, 1867). Pod ostatnim z tych tytułów Edward Hughes umieścił ją jako pierwszą ze zbioru dziesięciu piosenek Songs from Aesop's Fables na głosy dziecięce i fortepian, w wersji Petera Westmore'a (1965). W polskich wydaniach tytuł był tłumaczony również jako Pasterz kłamca (1850), Pastuszek i owce (1929), O pastuszku i wilku (1933) oraz O chłopcu, który wołał o pomoc (2006).
Nauczyciele używali bajki jako przestrogi przed niemówieniem prawdy, jednak eksperyment edukacyjny przeprowadzony w pierwszej dekadzie XXI wieku wykazał, że czytanie „Chłopca, który wołał o pomoc” nie ma wpływu na częstotliwość kłamania u dzieci (w przeciwieństwie do tego, czytanie anegdoty o George'u Washingtonie i drzewie wiśniowym drastycznie zmniejszyło tę częstotliwość).